# The Gypsy Cuban Project
The Gypsy Cuban Project est un projet de fusion de la musique cubaine avec la musique tzigane
L'idée de ce projet revient à Damian Drăghici, musicien roumain de musiques du monde et de jazz diplômé de Berklee College of Music de Boston,
lauréat d'un Grammy Award pour sa participation en tant que joueur de flûte de pan à l'album de Paul Winter Consort & Friends, Silver Solstice , directeur musical du groupe Damian & Brothers, et auteur d'un album l'orchestre philharmonique de Londres. 
Devenu député européen, il revient à la musique en devant le directeur musical de ce "Gypsy Cuban Project"..
Leur album (intitulé Havana Night Sessions At Abdala Studios) est sorti le 28 octobre 2016 sur le label Universal Music Roumanie, et contient treize chansons, toutes enregistrées à Abdala Studios à La Havane.
Il alterne des classiques de la musique cubaine ou de la musique tzigane, revisités à des compositions originales, avec la participation exceptionnelle de très grands artistes, dont plusieurs membres du Buena Vista Social Club (la diva Omara Portuondo, Barbarito Torres et Amadito Valdés).
La pochette présente deux femmes jouant de la guitare, une gitane et une cubaine.

## Havana Night Sessions At Abdala Studios
1. Saraiman [04:14]  (feat Amadito Valdés) (traditionnel, figurait aussi sur un album de Damian & Brothers)
2. Serenata En Batanga [03:23] (feat. Omara Portuondo) (compositeur : Bebo Valdés)
3. Hopai Diri Da [03:33] ((traditionnel, figurait aussi sur un album de Damian & Brothers)
4. Cuando Tu Me Quieras  [03:48]  (feat. Beatriz Marquez & Barbarito Torres) (compositeur: Pepe Delgado)
5. Ileana, Ileana [04:20] (traditionnel)
6. Jungali [04:08] (feat Haila Mompié & Panseluta Feraru) (compositeurs :  Damian Draghici / George Petrache)
7. Magdalena [03:28] (traditionnel)
8. Jelem, Jelem [05:24] (feat. Haila Mompié) (traditionnel)
9. Gitanos [03:38]  (feat Alexander Abreu y Havana D'Primera) (compositeur : Alexander Abreu)
10. Zaraza [03:24] (feat. Beatriz Marquez et Carlos Calunga) (compositeurs :   Alfonso Tagle Lara / Benjamín Tagle Lara )
11. El Corazon Yo Te Dare [03:58]  (feat Antonio Carmona et Marina  Carmona) (compositeurs :  Damian Draghici / George Petrache)
12. Ay, Mama Inez [02:52]  (feat. Tete Caturla) (compositeurs : Eliseo Grenet /  L. Wolfe Gilbert)
13. Chan Chan [05:02]  (feat. Carlos Calunga) (compositeur :  Francisco Repilado Muñoz, alias "Compay Segundo")